# کارلزهم
کارلزهم (به سوئدی: Carlshem) یک منطقهٔ مسکونی در سوئد است که در بخش اومیا واقع شده‌است.